# Korolev (månkrater)
Korolev är en nedslagskrater på månens baksida. Korolev har fått sitt namn efter den sovjetiske raketkonstruktören och rymdpionjären, Sergej Koroljov.

## Satellitkratrar
| Korolev | Latitud | Longitud  | Diameter |
| ------- | ------- | --------- | -------- |
| B       | 3.66° S | 156.29° V | 21 km    |
| C       | 0.73° S | 153.22° V | 66 km    |
| D       | 0.48° S | 151.75° V | 24 km    |
| E       | 3.43° S | 153.38° V | 37 km    |
| F       | 4.25° S | 152.74° V | 30 km    |
| G       | 5.67° S | 153.46° V | 12 km    |
| L       | 5.74° S | 156.81° V | 31 km    |
| M       | 8.50° S | 157.37° V | 57 km    |
| P       | 7.93° S | 159.94° V | 18 km    |
| T       | 4.14° S | 157.84° V | 22 km    |
| V       | 1.21° S | 162.06° V | 19 km    |
| W       | 0.18° S | 160.53° V | 31 km    |
| X       | 0.56° N | 159.44° V | 27 km    |
| Y       | 0.52° S | 158.45° V | 19 km    |
| Z       | 1.15° N | 159.48° V | 18 km    |